# Casa do Centenário

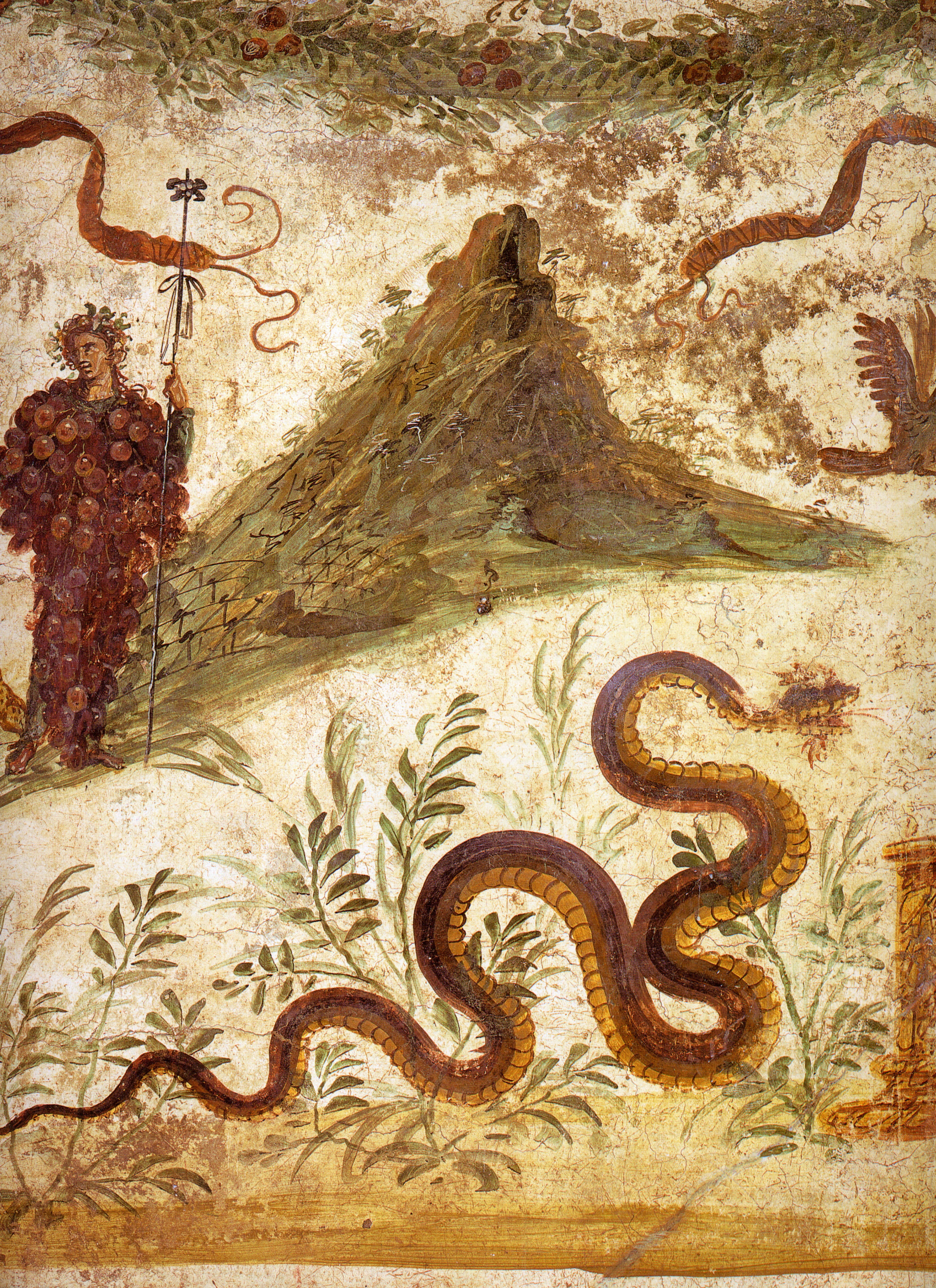
Uma pintura de parede na Casa do Centenário apresenta a mais antiga representação conhecida do Vesúvio

A Casa do Centenário foi a casa de um rico morador de Pompeia, preservada pela erupção do Monte Vesúvio em 79 d.C. A casa foi descoberta em 1879, e recebeu seu nome moderno para marcar o 18º centenário do desastre. Construída em meados do século II a.C, está entre as maiores casas da cidade, com banheiros privativos, um ninfa, um tanque de peixes (piscina), e dois átrios. A casa passou por uma reforma por volta de 15 d.C, altura em que o complexo de banho e a piscina foram adicionados. Nos últimos anos antes da erupção, várias salas foram extensivamente redecoradas com várias pinturas.
Embora a identidade do proprietário da casa ilude a certeza, foram apresentados argumentos para Aulus Rustius Verus ou Tiberius Claudius Verus, ambos políticos locais.
Entre as pinturas variadas preservadas na Casa do Centenário, está a mais antiga representação conhecida do Vesúvio, e também cenas eróticas explícitas em uma sala que pode ter sido projetada como um "clube sexual" particular.

## Site e recursos
Para fins de estudo arqueológico e histórico, Pompeia é dividida em nove regiões, cada uma das quais contém quarteirões numerados (ínsulas). Dentro de um quarteirão, as portas são numeradas no sentido horário ou anti-horário; a casa do centenário é numerado IX.8.3-6. Pertence ao luxuoso período do "tufo" da arquitetura de Pompeia, caracterizado pelo uso de tufos vulcânicos cinza de grão fino, extraídos em torno de Nuceria.
Dos dois átrios, o maior leva aos quartos mais bem decorados. O átrio menor pode ter sido para acesso privado a famílias e serviços. O triclinium ou a sala de jantar estavam situados para que o hóspede de honra pudesse ver o jardim fechado. A sala de jantar era decorada com hastes verticais entrelaçadas com gavinhas nas quais os pássaros se empoleiram, com candelabros adornados com folhas nos painéis intermediários. A casa possuía sua própria padaria, localizada em uma adega sob os alojamentos no lado oeste.

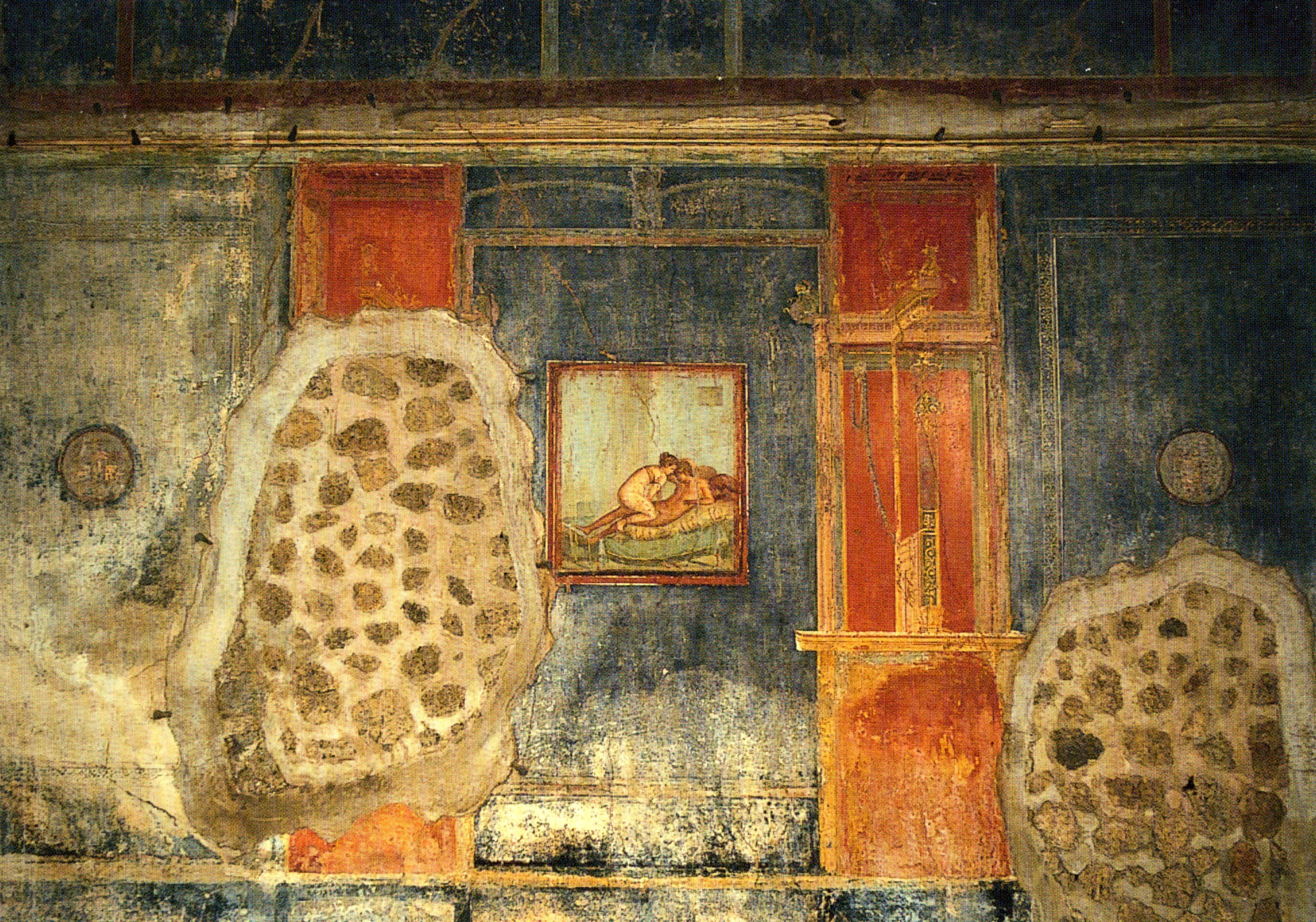
Pintura erótica na parede do "sex club", com danos revelando alvenaria sob os painéis pintados

Um grafite na latrina usa a rara palavra cacaturit ("quer cagar") encontrada também uma vez nos Epigramas de Marcial. Outro registra a tentativa de liberdade de um escravo: "Officiosus escapou em 6 de novembro do consulado de Druso Júlio César e Marco Júnio Silano" (15 d.C).
Foi sugerido que uma sala isolada (número 43), decorada com cenas explícitas de relações entre homens e mulheres, funcionasse como um "clube sexual" privado. Os hóspedes teriam entrado no átrio menor e mais privado, depois passados por um corredor e através de um triclínio e uma antecâmara para alcançá-lo. Algumas salas semelhantes nas casas de Pompeia sugerem que a intenção era criar o ambiente de um bordel em uma casa, para festas nas quais os participantes desempenhavam o papel de prostituta ou cliente ou para as quais prostitutas reais eram contratadas para entreter os convidados. Uma pequena abertura estranhamente posicionada na parede pode ter sido uma abertura para voyeurismo. Outros estudiosos categorizam a Sala 43 simplesmente como um quarto (cubículo), que geralmente apresentava imagens eróticas, e acham desnecessário concluir que o entretenimento sexual foi oferecido aos hóspedes de lá.

## Arte

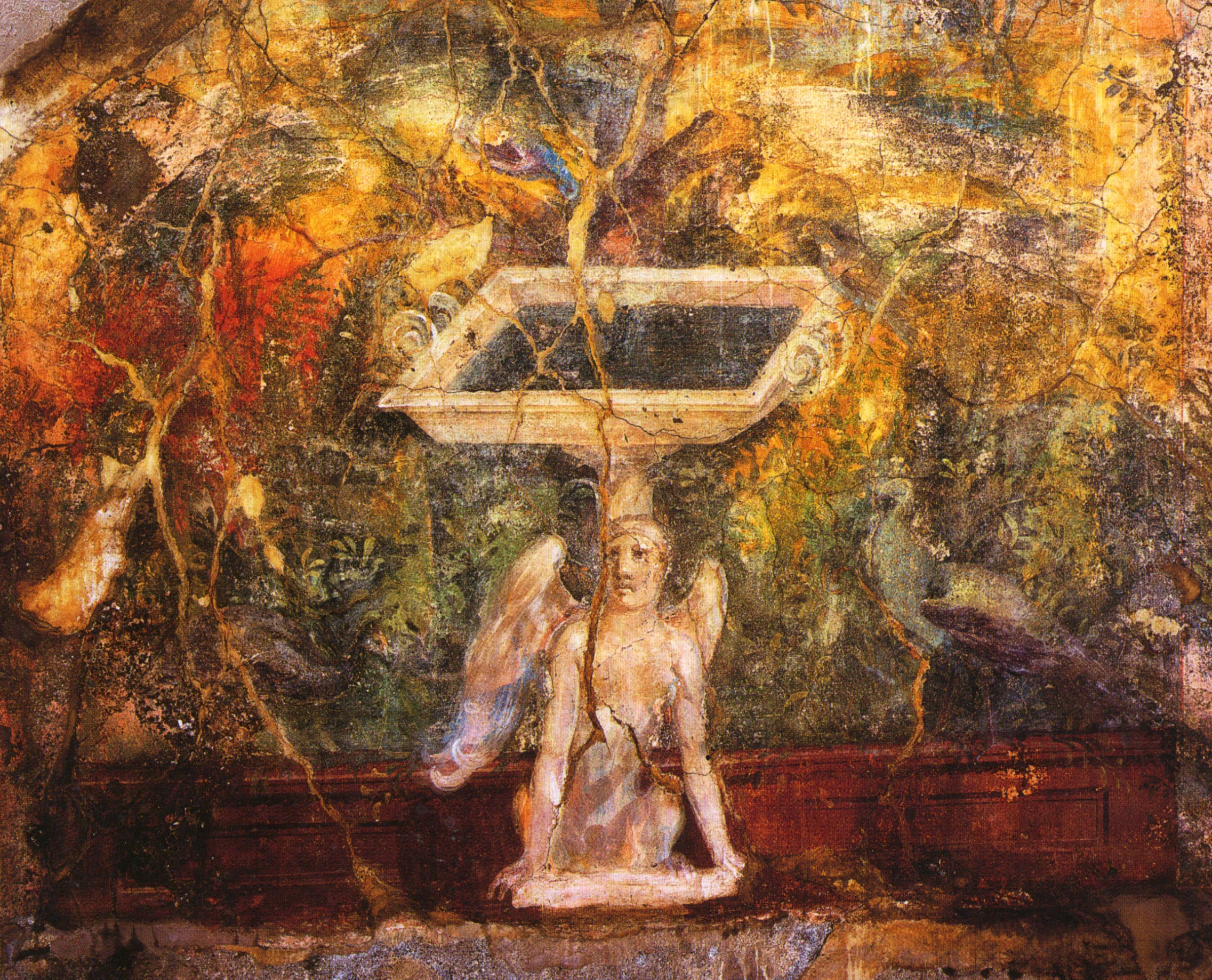
Pintura de uma fonte, do ninfaeum

A Casa do Centenário é conhecida por sua grande e diversificada coleção de pinturas nos estilos Terceiro e Quarto Pompeia. O nymphaeum do jardim é um exemplo particularmente rico de combinar pintura com elementos arquitetônicos para criar o ambiente de uma casa de campo. Um corpo de água cheia de uma variedade de peixes e animais marinhos foi "dramaticamente" pintada no parapeito que circundava as quatro paredes do ninfaeum; várias espécies são representadas com precisão suficiente para serem identificadas. A parte inferior da parede é pintada para parecer uma balaustrada com hera crescendo, com pássaros e lagartos abaixo. Fontes com bases de esfinge são pintadas nas cenas dos jardins, e a parede ao redor da entrada mostra parques de jogos; em primeiro plano, há uma fonte real, com um acabamento falso para parecer mármore raro, do qual a água teria escorrido por camadas até uma bacia. Abaixo dos degraus e acima da piscina do jardim, havia uma pintura de um deus do rio coroado de junco, não mais visível. A composição foi caracterizada como um "grotesco pot-pourri", um conjunto de elementos desejáveis porque representam o estilo de vida da vila rural. Aqui e em espaços decorados de maneira semelhante em Pompeia, o proprietário se preocupa em exibir tamanho e quantidade, e não um todo harmonioso.
A sala ao norte do peristilo apresentava uma hera delicada e trepadeiras estilizadas como decoração. Patos e folhas de lótus também aparecem juntos como motivos decorativos. Uvas e viticultura aparecem por toda a casa, como em uma cena de cupidos colhendo uvas. As pinturas de caça são do pintor pompeiano Lucius.

### Pintura mitológica
Os assuntos mitológicos incluem Teseu como vitorioso sobre o Minotauro, Hermafrodito e Sileno, Hércules e Télefo, e de Orestes e Pilões antes de Toas. Outra sala apresenta Selene e Endimião, uma Vênus Piscatrix (" Vênus Pescadora") e "ninfas flutuantes".

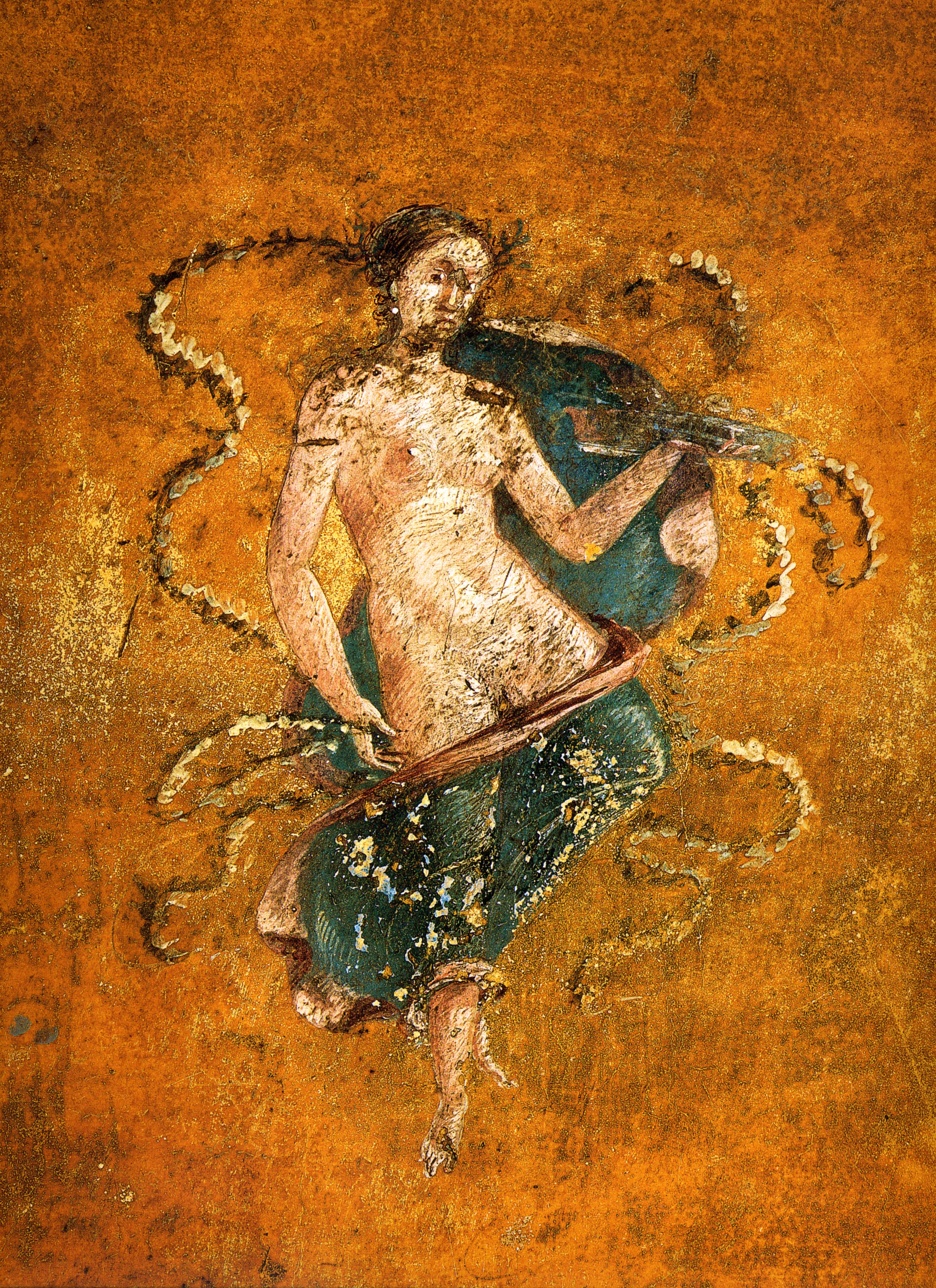
Mônada flutuante

#### Baco e Vesúvio
Uma pintura no larário da casa, um santuário para os deuses da família Lares, retrata o Vesúvio como antes da erupção, com um único pico coberto de vinhedo em vez do perfil de pico duplo de hoje. Embora alguns estudiosos rejeitem a hipótese do pico único, a pintura é geralmente considerada a representação mais antiga conhecida do vulcão, mesmo que não deva ser tomada como um registro de como realmente era o Vesúvio.
Fontes literárias também descrevem o Vesúvio como coberto de vinhas antes da erupção. Plutarco diz que as videiras cresceram no século I a.C., quando Espártaco e seus companheiros escravos se refugiaram lá e as cortaram para fazer escadas de corda. A descrição do poeta Marcial evoca a pintura, que mostra videiras nas encostas em arranjo de quincunce : 
 Aqui o Vesúvio é sombreado de verde com trepadeiras; aqui a nobre uva exalava seus sucos em cubas: estas são as cordilheiras que Baco amava mais do que as colinas de Nisa. 
 A representação incomum de Baco dá a ele um corpo composto de uvas, que pode representar a variedade Aminaea cultivada na área ou o Pompeianum de mesmo nome. Ele carrega um tirso e tem uma pantera aos pés. Em primeiro plano, há uma serpente com crista e barbudo que encarna o Agathodaemon ou o Gênio.

### Alusões ao teatro

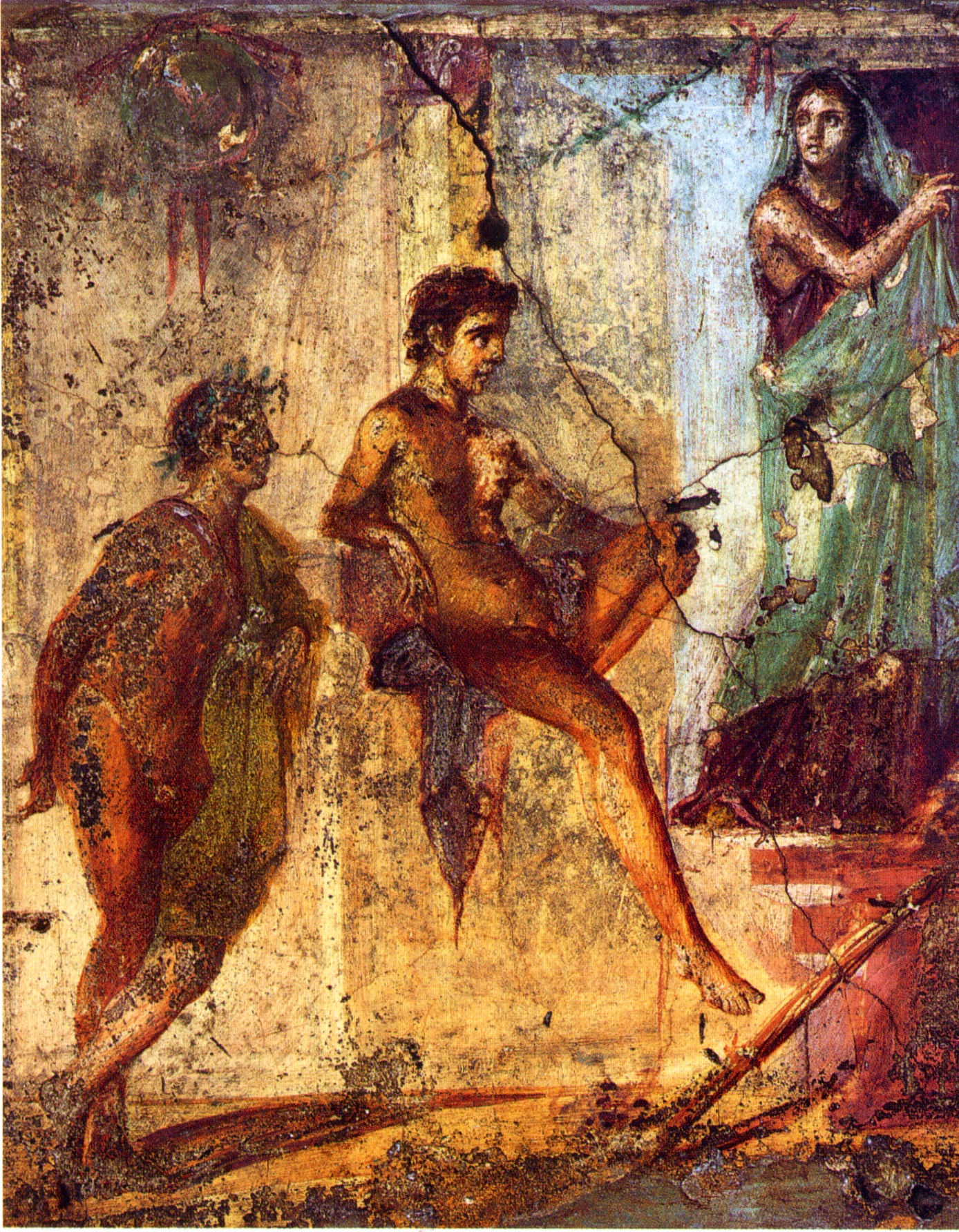
Cena de Ifigênia em Táuris

Pensa-se que algumas das pinturas mitológicas, incluindo uma de Medeia, representem cenas do teatro. A pintura de Hércules pode ser uma cena dos Hércules Furioso de Sêneca ou Eurípides; as outras figuras seriam, portanto, Anfitrião, Mégara e Lico. Uma cena de Ifigênia em Tauris mostra Pilões, Orestes e Ifigênia.
Outra referência teatral é encontrada em um grafite rabiscado na parede entre o Tepidário (um banho mantido a uma temperatura agradável) e o caldário (um ambiente mais parecido com um banho de vapor). Lendo a histrionica Actica, "Actica the pantomime", a frase foi interpretada como um registro de paixão dos fãs, e talvez uma indicação de que a casa apresentava apresentações de grupos de teatro.

### Cenas eróticas
Os quartos de Pompeia não eram raramente decorados com cenas referentes ao ato sexual, algumas vezes explicitamente humanas e outras alusivas e mitológicas.

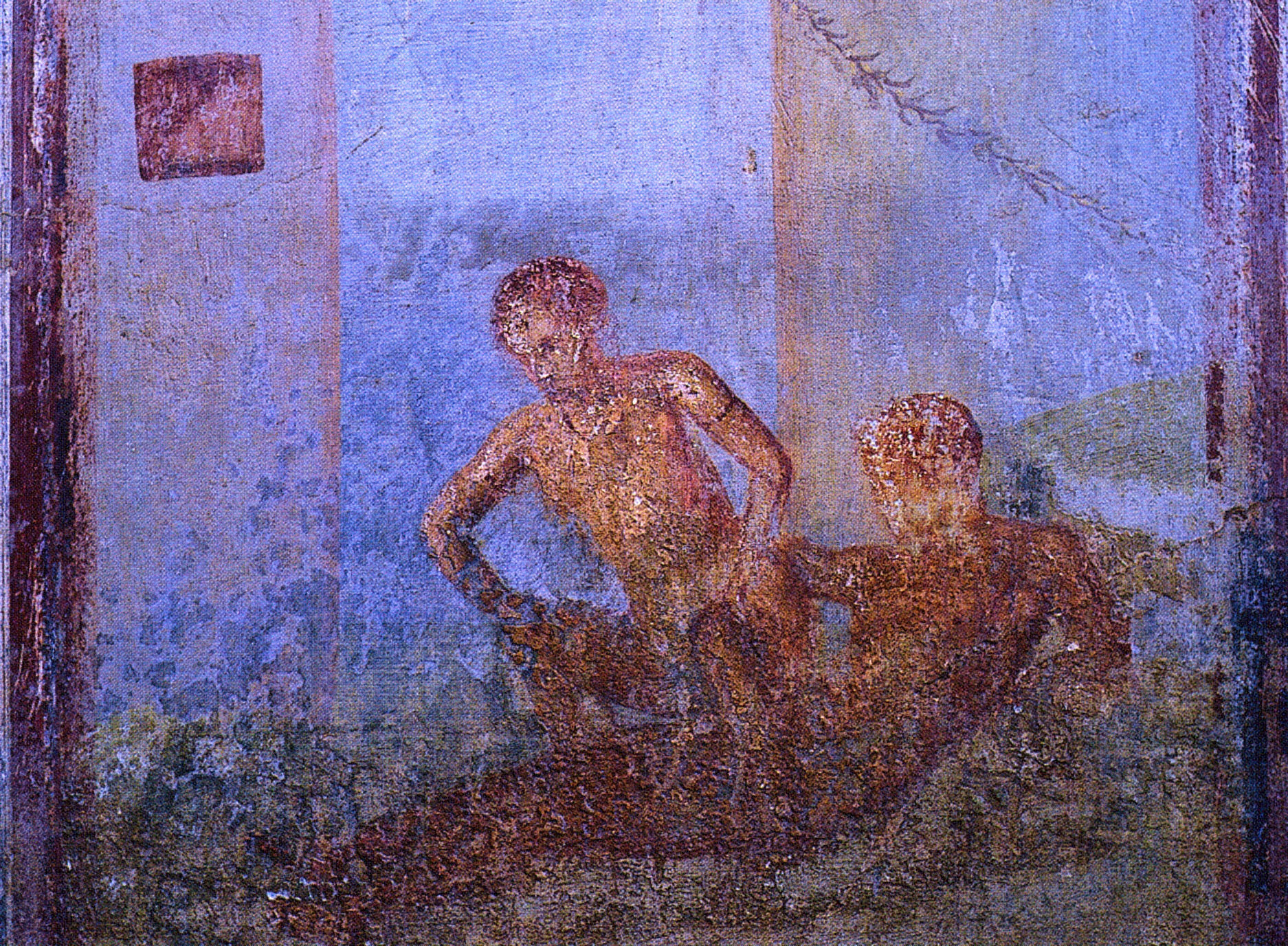
Pintura ilustrando a incomum posição "Vênus na posição vertical"

Um quarto no Centenário apresenta um par de cenas referentes a casos amorosos entre um mortal e uma divindade: Selene e Endimião e Cassandra com um ramo de louro simbolizando sua rejeição de Apolo como amante e sua vingança. O "clube do sexo" tem ambos: é decorado com uma pintura de Hércules cercada por amorinos, além de duas cenas "pornográficas" (simplegma) semelhantes às encontradas em bordéis. A "pornografia" romana (literalmente "representação de prostitutas") concentra-se nas figuras humanas em ambientes cotidianos, geralmente com roupas de cama detalhadas e realistas.
Ambas as imagens pornográficas na sala 43 mostram uma mulher em cima de um homem, uma de frente para ele, e a outra na posição menos comum "Vênus na posição vertical inversa", afastada do homem. Na imagem anterior, ambas as figuras estão nuas, exceto que os seios da mulher estão cobertos com um "sutiã" sem alças (estrófio; mesmo nas representações mais explícitas de atos sexuais na arte romana, a mulher costuma usar o estrófio. A posição mais rara de "Vênus na posição vertical inversa" é mais frequentemente encontrada nas cenas do Egito nilótico.